# Интерскол
АО «Интерско́л» — российская компания, занимающаяся производством, продажей и сервисным обслуживанием электроинструмента (дрели, перфораторы, дисковые пилы, электрорубанки, шлифовальные и полировальные машины и др.). Штаб-квартира находится в городе Химки Московской области.

## История компании
Научно-производственная фирма «Интерскол» возникла в 1991 году на базе НПО Всероссийского НИИ Строительного Механизированного ручного инструмента и строительно-отделочных машин, сокращённо ВНИИСМИ — основного советского института по электро- и вибро- инструменту. В 1992 году на рынок вышел бренд «Интерскол». В 1998 году было организовано совместное производство с Ижевским механическим заводом (ИМЗ).
В 2002 году в городе Быково Московской области был построен собственный завод полного цикла по производству электроинструмента (Быковский Электроинструментальный завод, БЭЗ). Выведение завода на проектную мощность позволило удвоить производственные возможности Интерскола, так что в 2003 году он вышел на первое место в России по количеству продаваемого электроинструмента. В 2008 году годовой объём производства и продаж превысил 2 миллиона единиц, что выше общего производства электроинструмента всеми советскими предприятиями до распада СССР.
В 2009 году было создано совместное с крупнейшим китайским производителем электроинструмента предприятие ICG — Interskol Crown Group. На новой производственной площадке было организовано производство зубчатых колёс, редукторов, алюминиевых и магниевых корпусов (с литьём и расточкой на обрабатывающих центрах), пластикового литья. Тогда же генеральный секретарь EPTA (The European Power Tool Association) Клаус Гриф объявил о вступлении «Интерскол» в ассоциацию. Интерскол приобрёл итальянскую компанию «Felisatti» — одного из мировых лидеров в сегменте профессиональной техники для деревообработки. Чтобы оптимизировать производственные ресурсы, Интерскол полностью перевёл производство Felisatti из итальянской Феррары на площадку Быковского завода в Подмосковье. В IV квартале 2009 года началось производство профессиональных торцовочных пил Felisatti на новом заводе в России.
В 2010 году «Интерскол» стал членом Российского Союза промышленников и предпринимателей (РСПП) и приобрёл завод в Испании, который производит профессиональный инструмент FREUD Industrial.
В 2013 году «Интерскол» вошёл в десятку самых быстрорастущих и высокотехнологичных компаний России.
В 2019 году проходит процедуру банкротства. Общая сумма задолженности составляет более 6 млрд руб.: почти 1,18 млрд руб. предприятие должно Сбербанку, 1,8 млрд руб. — ЮниКредит Банку, 2,8 млрд руб. — ВТБ и 505 млн руб — Фонду развития промышленности (ФРП), следует из судебных материалов.
По состоянию на апрель 2021 года, бренд принадлежит совместному предприятию  ООО «КЛС-Трейд» и структуре ООО «Сбербанк Капитал».